# Alan Wake 2
Alan Wake 2 je survival horor z roku 2023, který vyvinula společnost Remedy Entertainment a vydalo nakladatelství Epic Games. Jedná se o pokračování videohry Alan Wake z roku 2010.

## Děj
Příběh je pokračováním hry Alan Wake z roku 2010. Sleduje spisovatele bestsellerů Alana Wakea, který je již 13 let uvězněn v alternativní dimenzi a pokouší se z ní uniknout napsáním hororového příběhu, v němž figuruje zvláštní agentka FBI Saga Andersonová.

## Vydání a ohlasy
Hra Alan Wake 2 vyšla 27. října 2023 pro PlayStation 5, Windows a Xbox Series X/S. Rozpočet na vývoj a marketing hry údajně činil 70 milionů eur, což z ní činí jednu z nejdražších her a jeden z nejdražších kulturních produktů z Finska.
Od recenzentů hra získala vesměs pozitivní ohlasy, které chválily příběh, grafiku a atmosféru.
Hra byla také několikrát nominována na hru roku. Do prosince 2024 se jí prodalo přes 2 miliony kusů, což z ní činí nejrychleji prodávanou hru Remedy Entertainment. Dne 8. června 2024 bylo vydáno rozšíření stahovatelného obsahu (DLC) s názvem Night Springs a 22. října 2024 bylo vydáno druhé rozšíření s názvem The Lake House.